# Clima monsònic

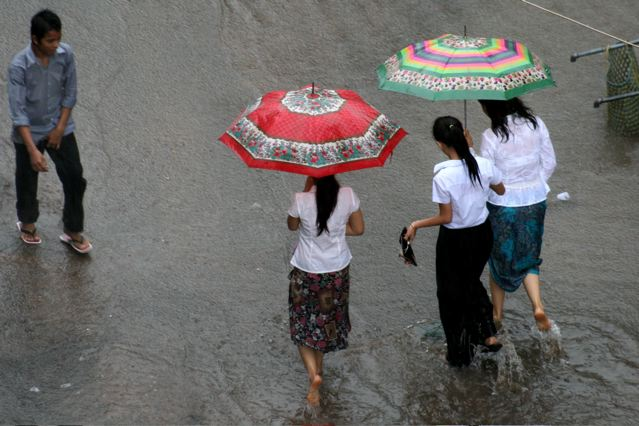
Pluges monsòniques a Cambodja el 2007

El clima monsònic és aquell clima afectat pel pas dels vents del monsó. Hi ha un clima monsònic tropical i un clima monsònic temperat 

## Clima tropical monsònic
En la classificació climàtica de Köppen es categoritza com clima tropical monsònic (AM) el clima amb les característiques:
- Temperatura mitjana mensual per sobre de 18 °C en tots els mesos de l'any.
- En el mes més sec la pluja recollida ha de ser menor de 60 però major del total anual de pluja (en mm)/25
- El mes més sec ocorre en (o tot seguit) del solstici d'hivern.[1]

Els climes monsònics tropicals es troben més sovint a l'Àsia meridional i l'Àfrica occidental però també hi ha zones del Carib, d'Amèrica del Nord i d'Amèrica del sud amb clima monsònic tropical.
El principal factor d'aquest clima és la relació amb la circulació del monsó, que és un canvi estacional en la direcció dels vents. A l'Àsia durant l'estació càlida que precedeix l'arribada del monsó l'aire es mou dels oceans cap a la terra. En l'època menys càlida l'aire es mou de la terra cap a l'aigua. El canvi en la direcció és deu de temperatures entre la terra i l'aigua.
A l'Àfrica els canvis estacionals són diferents als asiàtics la Zona de convergència intertropical indueix la pluja i en l'època de l'any amb el sol més baix les altes pressions subtropicals porten sequedat. Per això els climes tropicals monsónics d'Àfrica i Amèrica s'ubiquen al llarg de les costes amb vents alisis

## Exemples de clima monsònic tropical
- Miami, Estats Units
- Nassau (Bahames)
- San Juan (Puerto Rico)
- Medellín, Colòmbia
- Mangalore, Índia
- Chittagong, Bangladesh
- Cairns, Austràlia
- Conakry, Guinea
- Freetown, Sierra Leone
- Monròvia, Libèria

## Clima monsònic temperat
El clima monsònic temperat correspona la categoria de Köppen Climes subtropicals humits dins del subapartat Cwa que indica que l'estiu és més plujós que l'hivern precisament per influència del monsó. Els hiverns en aquests climes poden ser molt freds per influencià de l'anticicló siberià. A Lucknow, al nord de l'Índia, la pluja caiguda en l'època del monsó (juliol agost i setembre) equival al 80% de la pluja de tot l'any.

## Exemples de clima monsónic temperat
- Guadalajara, Jalisco, Mèxic
- Lucknow, Uttar Pradesh, Índia
- Hong Kong, Xina